# 奥斯汀·史密斯
奥斯汀·史密斯（英語：Austen Smith，2001年7月23日—），美国女子射击运动员，2019年世界飞碟射击锦标赛混合团体双向飞碟金牌得主和女子双向飞碟团体铜牌得主、2022年世界飞碟射击锦标赛女子双向飞碟团体金牌得主、2023年世界射击锦标赛女子双向飞碟团体和混合团体双向飞碟金牌得主。